# Eutetranychus guangdongensis
Eutetranychus guangdongensis är en spindeldjursart som beskrevs av Ma och Yuan 1982. Eutetranychus guangdongensis ingår i släktet Eutetranychus och familjen Tetranychidae. Inga underarter finns listade i Catalogue of Life.